# Spiritual Canoe
Spiritual Canoe è un album del gruppo heavy metal giapponese Loudness, pubblicato dalla Nippon Columbia nel 2001.

## Tracce
1. End of Earth
2. Stay Wild
3. Hear the Winds of Victory
4. Hate that Fills My Lonely Cells
5. Seven Deadly Sins
6. Picture Your Life
7. Climax
8. Touch My Heart
9. How Many More Times
10. Stroker of the Lightning
11. Never Forget You
12. Power of Love